# Angelo Canopeo
Angelo Canopeo (fl. XIV secolo) è stato un vescovo cattolico italiano.

## Biografia

### Vescovo di Chioggia
La sua biografia precedente alla nomina a vescovo di Chioggia ci è sconosciuta; sappiamo solo che era di famiglia chioggiotta e canonico nella sua città. Proposto dal capitolo della cattedrale, il 26 settembre 1362 ottenne l'appoggio del Senato veneziano e quindi, il 22 marzo 1363, venne confermato da papa Urbano V ricevendo di lì a poco la consacrazione.
Della sua attività in diocesi sappiamo che fu un pastore saggio e carismatico. Grazie alla sua influenza conseguì numerose donazioni in favore di monasteri e altri istituzioni sacre, nonché della cattedrale e del clero, compreso il vescovo stesso.
Pietro Morari asserisce che, nel 1367, venne sanato da una malattia incurabile grazie alle reliquie degli apostoli Filippo e Giacomo che erano state appena rinvenute sul monte di Grignano presso Verona (il ritrovamento, in realtà, avvenne nel 1396 quando il Canopeo era già morto).

### Vescovo di Trieste
Il 15 gennaio 1369 venne trasferito alla diocesi di Trieste, rimasta vacante quando il predecessore Antonio Negri era passato all'arcidiocesi di Candia. Probabilmente prese possesso della sede solo nel 1370, allorché Trieste si era sottomessa alla Serenissima alla fine di un lungo conflitto.
Giunto in città, scoprì che l'episcopio era stato distrutto dagli stessi Veneziani con lo scopo di costruire al suo posto una fortezza. Come prima cosa, quindi, fu assorbito nella ricerca di nuovi locali per la Curia; la soluzione, tuttavia, non fu molto soddisfacente, tant'è che negli anni successivi risulta impegnato in una serie di permute e acquisti di immobili.
Nonostante il periodo difficoltoso, pagò puntualmente tutte le imposte dovute dalla diocesi e in aggiunta saldò gli arretrati.
Nel 1371 creò Pietro, suddiacono di Aquileia e suo domestico, dell'altare di San Venceslao nella chiesa di San Michele e nelo stesso anno investì del feudo di Sipar la famiglia Brati di Capodistria. Nel 1377 era a Pedena per consacrare un altare della chiesa di San Lorenzo.
Nel 1380 i Genovesi, impegnati nella guerra di Chioggia contro la Serenissima, avevano messo a ferro e fuoco Trieste consegnandola poi al patriarca di Aquileia Marquardo. Il Canopeo fu costretto ad assistere il prelato nella sua entrata in città.
La storiografia ha generalmente collocato la sua data di morte nell'agosto 1383, anche se già nel 1382 la sua diocesi era retta da un vicario.